# Malaienpfaufasan
Der Malaienpfaufasan  (Polyplectron malacense), auch Malaia-Spiegelpfau, Malayischer Spiegelpfau oder Malayenpfaufasan genannt, ist eine Vogelart aus der Gattung der Pfaufasanen.

## Erscheinungsbild
Malaienpfaufasanen weisen eine Flügellänge zwischen 18 Zentimeter (Weibchen) und 21,5 Zentimetern (Männchen) auf. Männchen haben deutlich längere Schwanzfedern als Weibchen. Bei ihnen beträgt die Länge des Schwanzes zwischen 24 und 25 Zentimetern. Weibchen dagegen haben nur zwischen 18 und 19 Zentimeter lange Schwänze.
Charakteristisch für den Malayischen Spiegelpfau sind die Bänder an grünlich bis türkisfarbenen Augflecken, deren Größe in Richtung Schwanz stark zunimmt. Auf dem vorderen Mantel sind die Bänder nicht deutlich voneinander getrennt. Auf der Kopfoberseite hat das Männchen eine Federhaube, die nach vorne weist. Dies zählt zu den Merkmalen, die einen männlichen Malayischen Spiegelpfau eindeutig als solchen kennzeichnen.
Das Gefieder des deutlich kleineren Weibchens ist überwiegend braun. Die Kehle ist von einem blassen Grau. Es ähnelt insgesamt dem Weibchen des Palawan-Pfaufasans, allerdings überlappen sich die Verbreitungsgebiete dieser beiden Arten nicht.
Die Stimme des Männchens ist laut, auffallend und erklingt sehr regelmäßig. Sie wird lautmalerisch mit einem „kwock-kwock“ umschrieben. Die Männchen geben gelegentlich auch eine Reihe von Glucklauten von sich, die in der Tonhöhe abfallen und immer leiser werden.

## Verbreitung und Lebensraum
Der Malaienpfaufasan kommt heute nur im Tiefland der Malaiischen Halbinsel vor. Sein ursprüngliches Verbreitungsgebiet erstreckte sich bis in den Süden Thailands. Er gilt dort mittlerweile als ausgestorben. Beigetragen dazu haben die umfangreichen Abholzungen im Tiefland Thailands.
Es ist gelegentlich vorgeschlagen worden, dass der Malaienpfaufasan in historischer Zeit auch auf der Insel Sumatra verbreitet war. Diese Einschätzung ist aber umstritten.
300 m Höhe scheint eine der Verbreitungsgrenzen für diese Art zu sein. Dieser Pfaufasan benötigt Wälder mit dichtem Unterholz, in denen er leicht Deckung findet. Als Lebensraum präferiert er ebene oder sanft geneigte Flächen. Steilere Hänge meidet er. Männchen, die mit brütenden Weibchen vergesellschaftet sind, haben regelmäßig Reviere in der Nähe von Wasserläufen.
Bestandszahlen für diese Art liegen nicht vor. In geeigneten Habitaten kommt jeweils ein Männchen auf 9,8 bis 15,4 Hektar vor.

## Lebensweise
Wie andere Pfaufasanen scheint auch der Malaienpfaufasan eine Diät zu präferieren, die reich an Insekten ist. Es gibt Hinweise darauf, dass Mastjahre bestimmter Bäume beim Malayischen Spiegelpfau Balzverhalten auslösen. Männchen präsentieren sich gegenüber Weibchen in sogenannten Arenen. Diese werden vom Männchen weitgehend frei von Pflanzenmaterial gehalten. Die größte Arena, die bis jetzt dem Malayischen Spiegelpfau zugeordnet werden konnte, war zwei Quadratmeter groß.
Das Männchen macht mit Rufen Weibchen auf sich aufmerksam. Auf ein sich näherndes Weibchen reagiert das Männchen mit ritualisierten Bewegungsabläufen. Dazu zählen Bewegungen, wie sie sich aus der Gefiederpflege ableiten sowie ein Anbieten von Futter gegenüber dem Weibchen. Auf dem Höhepunkt des Balzverhaltens zeigt das Männchen seine stark gesträubten Schwanzfedern. Dies geschieht entweder frontal vor dem Weibchen oder indem das Männchen dem Weibchen seine Körperseite zuwendet und die gesträubten Schwanzfedern in Richtung Weibchen wendet.
Aus Gefangenschaftsbeobachtungen schließt man, dass das Gelege grundsätzlich nur aus einem Ei besteht. Die Weibchen sind allerdings in der Lage, alle drei bis vier Wochen ein Ei zu legen. Das Ei wird 22 bis 23 Tage durch das Weibchen bebrütet. An der Fütterung und am Hudern des Jungvogels sind jedoch beide Elternvögel beteiligt.

## Bestand
Durch Holzeinschlag sind die Lebensräume des Malayischen Spiegelpfaus bedroht. In Thailand ist er vermutlich ausgestorben, weil die Wälder des thailändischen Tieflandes zuerst abgeholzt wurden. Malaienpfaufasanen sind in fünf malaiischen Naturreservaten beobachtet worden. Die Art wird jedoch als gefährdet eingestuft und ein Zuchtbuch wurde eingerichtet, das sicherstellen soll, dass eine Erhaltungszucht stattfindet, bei der eine Inzuchtdepression möglichst vermieden wird. Im Januar 1998 umfasste dieses Zuchtbuch 350 Vögel.